# JRA賞最優秀ダートホース
JRA賞最優秀ダートホース（ジェイアールエーしょう さいゆうしゅうダートホース）は、JRA賞の競走馬部門の1つ。該当年度中にダートで活躍した競走馬に対して記者投票を行いその合計票数が1位だった馬が選出される。1984年に優駿賞最優秀ダートホースとして創設され、1987年に現在の名称になった。

## 歴代受賞馬
馬齢は2000年までは旧表記、NARグランプリダートグレード競走特別賞と同時受賞の場合は斜字で表記。

### 優駿賞時代
| 年     | 受賞馬         | 性齢 | 年度ダート成績 （主な勝ち鞍）         | 生産者   | 調教師     | 馬主         | 騎手     |
| ------ | -------------- | ---- | ------------------------------------- | -------- | ---------- | ------------ | -------- |
| 1984年 | アンドレアモン | 牡6  | 5戦2勝 ウインターステークス           | 三浦牧場 | 松山康久   | （株）アモン | 吉永正人 |
| 1985年 | アンドレアモン | 牡7  | 5戦4勝 フェブラリーハンデ             | 三浦牧場 | 松山康久   | （株）アモン | 吉永正人 |
| 1986年 | ライフタテヤマ | 牡5  | 3戦3勝 札幌記念、ウインターステークス | 谷岡正次 | 安田伊佐夫 | 辻幸雄       | 猿橋重利 |

### JRA賞時代
| 年     | 受賞馬             | 性齢       | 年度ダート成績 （主な勝ち鞍）                                                                  | 生産者                           | 調教師     | 馬主                             | 騎手                         | 得票数     |
| ------ | ------------------ | ---------- | ---------------------------------------------------------------------------------------------- | -------------------------------- | ---------- | -------------------------------- | ---------------------------- | ---------- |
| 1987年 | 該当馬なし         | 該当馬なし | 該当馬なし                                                                                     | 該当馬なし                       | 該当馬なし | 該当馬なし                       | 該当馬なし                   | 該当馬なし |
| 1988年 | 該当馬なし         | 該当馬なし | 該当馬なし                                                                                     | 該当馬なし                       | 該当馬なし | 該当馬なし                       | 該当馬なし                   | 該当馬なし |
| 1989年 | ダイナレター       | 牡6        | 6戦5勝 札幌記念、根岸ステークス                                                                | 社台ファーム                     | 二本柳俊夫 | （有）社台レースホース           | 杉浦宏昭                     |            |
| 1990年 | カリブソング       | 牡5        | 6戦4勝 フェブラリーハンデ                                                                      | 野島牧場                         | 加藤修甫   | （株）荻伏牧場レーシング・クラブ | 柴田政人                     |            |
| 1991年 | ナリタハヤブサ     | 牡5        | 8戦2勝 フェブラリーハンデ、ウインターステークス                                                | 下河辺牧場                       | 中尾謙太郎 | 山路秀則                         | 横山典弘                     |            |
| 1992年 | 該当馬なし         | 該当馬なし | 該当馬なし                                                                                     | 該当馬なし                       | 該当馬なし | 該当馬なし                       | 該当馬なし                   | 該当馬なし |
| 1993年 | メイショウホムラ   | 牡6        | 7戦5勝 フェブラリーハンデ                                                                      | 北星村田牧場                     | 高橋成忠   | 松本好雄                         | 柴田政人                     |            |
| 1994年 | フジノマッケンオー | 牡4        | 3戦3勝 根岸ステークス                                                                          | 本桐牧場                         | 中村好夫   | 中村寛俊                         | 武豊                         |            |
| 1995年 | ライブリマウント   | 牡5        | 6戦5勝 フェブラリーステークス、帝王賞、南部杯                                                  | 若林牧場                         | 柴田不二男 | 加藤哲郎                         | 石橋守                       |            |
| 1996年 | ホクトベガ         | 牝7        | 8戦8勝 川崎記念、フェブラリーステークス、帝王賞、南部杯                                        | 酒井牧場                         | 中野隆良   | 金森森商事（株）                 | 横山典弘                     |            |
| 1997年 | 該当馬なし         | 該当馬なし | 該当馬なし                                                                                     | 該当馬なし                       | 該当馬なし | 該当馬なし                       | 該当馬なし                   | 該当馬なし |
| 1998年 | ウイングアロー     | 牡4        | 12戦7勝 ユニコーンステークス、スーパーダートダービー                                           | フジワラファーム                 | 工藤嘉見   | 池田實                           | 南井克巳                     |            |
| 1999年 | 該当馬なし         | 該当馬なし | 該当馬なし                                                                                     | 該当馬なし                       | 該当馬なし | 該当馬なし                       | 該当馬なし                   | 該当馬なし |
| 2000年 | ウイングアロー     | 牡6        | 6戦3勝 フェブラリーステークス、ジャパンカップダート                                            | フジワラファーム                 | 南井克巳   | 池田實                           | O.ペリエ 岡部幸雄            | 294/296    |
| 2001年 | クロフネ           | 牡3        | 2戦2勝 武蔵野ステークス、ジャパンカップダート                                                  | ニコラス M.ロッツ                | 松田国英   | 金子真人                         | 武豊                         | 282/283    |
| 2002年 | ゴールドアリュール | 牡3        | 6戦5勝 ジャパンダートダービー、ダービーグランプリ、 東京大賞典                                 | 追分ファーム                     | 池江泰郎   | （有）社台レースホース           | 武豊                         | 149/281    |
| 2003年 | アドマイヤドン     | 牡4        | 5戦3勝 エルムステークス、南部杯、JBCクラシック                                                 | ノーザンファーム                 | 松田博資   | 近藤利一                         | 安藤勝己                     | 249/287    |
| 2004年 | アドマイヤドン     | 牡5        | 6戦3勝 フェブラリーステークス、帝王賞、JBCクラシック                                           | ノーザンファーム                 | 松田博資   | 近藤利一                         | 安藤勝己                     | 254/285    |
| 2005年 | カネヒキリ         | 牡3        | 8戦7勝 ジャパンダートダービー、ダービーグランプリ、 ジャパンカップダート                       | ノーザンファーム                 | 角居勝彦   | 金子真人ホールディングス（株）   | 武豊                         | 284/291    |
| 2006年 | アロンダイト       | 牡3        | 6戦5勝 ジャパンカップダート                                                                    | ノーザンファーム                 | 石坂正     | （有）キャロットファーム         | 後藤浩輝                     | 143/289    |
| 2007年 | ヴァーミリアン     | 牡5        | 5戦4勝 川崎記念、JBCクラシック ジャパンカップダート、東京大賞典                                | ノーザンファーム                 | 石坂正     | （有）サンデーレーシング         | C.ルメール 武豊              | 288/289    |
| 2008年 | カネヒキリ         | 牡6        | 3戦2勝 ジャパンカップダート、東京大賞典                                                        | ノーザンファーム                 | 角居勝彦   | 金子真人ホールディングス（株）   | C.ルメール                   | 268/300    |
| 2009年 | エスポワールシチー | 牡4        | 6戦4勝 かしわ記念、南部杯、ジャパンカップダート                                                | 幾千世牧場                       | 安達昭夫   | （株）友駿ホースクラブ           | 佐藤哲三                     | 263/287    |
| 2010年 | エスポワールシチー | 牡5        | 4戦2勝 フェブラリーステークス、かしわ記念                                                      | 幾千世牧場                       | 安達昭夫   | 友駿ホースクラブ                 | 佐藤哲三                     | 148/285    |
| 2011年 | トランセンド       | 牡5        | 5戦3勝 フェブラリーステークス、南部杯、ジャパンカップダート                                    | （株）ノースヒルズ               | 安田隆行   | 前田幸治                         | 藤田伸二                     | 271/285    |
| 2012年 | ニホンピロアワーズ | 牡5        | 7戦3勝 ジャパンカップダート                                                                    | 片岡牧場                         | 大橋勇樹   | 小林百太郎                       | 酒井学                       | 219/289    |
| 2013年 | ベルシャザール     | 牡5        | 6戦4勝 武蔵野ステークス、ジャパンカップダート                                                  | 社台ファーム                     | 松田国英   | （有）社台レースホース           | C.ルメール                   | 154/280    |
| 2014年 | ホッコータルマエ   | 牡5        | 6戦3勝 川崎記念、チャンピオンズカップ、東京大賞典                                              | 市川ファーム                     | 西浦勝一   | 矢部道晃                         | 幸英明                       | 276/285    |
| 2015年 | コパノリッキー     | 牡5        | 6戦3勝 東海ステークス、フェブラリーステークス、JBCクラシック                                   | ヤナガワ牧場                     | 村山明     | 小林祥晃                         | 武豊                         | 147/291    |
| 2016年 | サウンドトゥルー   | 騸6        | 7戦1勝 チャンピオンズカップ                                                                    | 岡田スタッド                     | 高木登     | 山田弘                           | 大野拓弥                     | 156/291    |
| 2017年 | ゴールドドリーム   | 牡4        | 5戦2勝（うち地方・海外3戦0勝） フェブラリーステークス、チャンピオンズカップ                    | ノーザンファーム                 | 平田修     | 吉田勝己                         | M.デムーロ R.ムーア          | 261/290    |
| 2018年 | ルヴァンスレーヴ   | 牡3        | 5戦4勝 チャンピオンズカップ、ジャパンダートダービー、南部杯、 ユニコーンステークス             | 社台コーポレーション白老ファーム | 萩原清     | （株）G1レーシング               | M.デムーロ                   | 274/276    |
| 2019年 | クリソベリル       | 牡3        | 5戦5勝 チャンピオンズカップ、ジャパンダートダービー、 日本テレビ盃、兵庫CS                     | ノーザンファーム                 | 音無秀孝   | （有）キャロットファーム         | 川田将雅                     | 270/274    |
| 2020年 | チュウワウィザード | 牡5        | 4戦2勝 チャンピオンズカップ、川崎記念                                                          | ノーザンファーム                 | 大久保龍志 | 中西忍                           | 川田将雅 C.ルメール 戸崎圭太 | 186/283    |
| 2021年 | テーオーケインズ   | 牡4        | 5戦4勝（うち地方2戦1勝） チャンピオンズカップ、帝王賞                                          | ヤナガワ牧場                     | 高柳大輔   | 小笹公也                         | 松山弘平                     | 240/296    |
| 2022年 | カフェファラオ     | 牡5        | 3戦2勝（うち地方1戦1勝） フェブラリーステークス、南部杯                                        | Paul P.Pompa                     | 堀宣行     | 西川光一                         | 福永祐一                     | 184/288    |
| 2023年 | レモンポップ       | 牡5        | 5戦4勝（うち地方1戦1勝） フェブラリーステークス、南部杯、チャンピオンズカップ、 根岸ステークス | Mr. & Mrs. Oliver S. Tait        | 田中博康   | ゴドルフィン                     | 坂井瑠星                     | 166/295    |
| 2024年 | レモンポップ       | 牡6        | 4戦3勝（うち地方2戦2勝） さきたま杯、南部杯、チャンピオンズカップ                              | Mr. & Mrs. Oliver S. Tait        | 田中博康   | ゴドルフィン                     | 坂井瑠星                     | 160/256    |

### 親子での受賞
親子で最優秀ダートホースに輝いたのは
- ゴールドアリュール（2002年）- エスポワールシチー（2009年・2010年）、コパノリッキー（2015年）、ゴールドドリーム（2017年）、クリソベリル（2019年）

等がいる。